# Discographie de Mariah Carey
La discographie de Mariah Carey, auteure-compositrice-interprète américaine, se compose de quinze albums studio (dont deux de Noël), un album live, cinq compilations et plus de 80 singles.
Mariah Carey a vendu plus de 230 millions de disques dans le monde. Sa chanson All I Want for Christmas Is You demeure l'un des singles les plus vendus dans le monde (plus de 16 millions)  et continue de se placer chaque année en tête des classements en période de Noël, trente ans après sa sortie.

## Albums

### Albums studio
| Album                                                     | Classements                                                            | Classements                                                            | Classements                                                            | Classements                                                            | Classements                                                            | Classements                                                            | Classements                                                            | Classements                                                            | Classements                                                            | Classements                                                            | Classements                                                            | Classements                                                            | Classements                                                            | Classements                                                            | Classements                                                            | Classements                                                            | Certifications                                                              | Ventes mondiales |
| Album                                                     | É-U                                                                    | CAN                                                                    | R-U                                                                    | IRL                                                                    | FRA                                                                    | ESP                                                                    | ITA                                                                    | SUI                                                                    | BE/W                                                                   | BE/F                                                                   | P-B                                                                    | ALL                                                                    | AUT                                                                    | SUE                                                                    | AUS                                                                    | N-Z                                                                    | Certifications                                                              | Ventes mondiales |
| --------------------------------------------------------- | ---------------------------------------------------------------------- | ---------------------------------------------------------------------- | ---------------------------------------------------------------------- | ---------------------------------------------------------------------- | ---------------------------------------------------------------------- | ---------------------------------------------------------------------- | ---------------------------------------------------------------------- | ---------------------------------------------------------------------- | ---------------------------------------------------------------------- | ---------------------------------------------------------------------- | ---------------------------------------------------------------------- | ---------------------------------------------------------------------- | ---------------------------------------------------------------------- | ---------------------------------------------------------------------- | ---------------------------------------------------------------------- | ---------------------------------------------------------------------- | --------------------------------------------------------------------------- | ---------------- |
| Mariah Carey - Label : Columbia                           | 1                                                                      | 1                                                                      | 6                                                                      | N/D                                                                    | -                                                                      | 35                                                                     | 24                                                                     | 15                                                                     | N/D                                                                    | N/D                                                                    | 6                                                                      | 24                                                                     | -                                                                      | 8                                                                      | 6                                                                      | 4                                                                      | : 9x Platine : 7x Platine : Platine : 5x Platine                            | 15 000 000       |
| Emotions - Label : Columbia                               | 4                                                                      | 6                                                                      | 4                                                                      | N/D                                                                    | -                                                                      | 38                                                                     | 16                                                                     | 15                                                                     | N/D                                                                    | N/D                                                                    | 9                                                                      | 46                                                                     | 39                                                                     | 13                                                                     | 8                                                                      | 6                                                                      | : 4x Platine : 4x Platine : Platine : Or : Platine                          | 8 000 000        |
| Music Box - Label : Columbia                              | 1                                                                      | 5                                                                      | 1                                                                      | 1                                                                      | 1                                                                      | 2                                                                      | 3                                                                      | 1                                                                      | 34                                                                     | N/D                                                                    | 1                                                                      | 1                                                                      | 1                                                                      | 3                                                                      | 1                                                                      | 2                                                                      | : Diamant : 7x Platine : 5x Platine : Diamant : 2x Platine : 12x Platine    | 28 000 000       |
| Daydream - Label : Columbia                               | 1                                                                      | 2                                                                      | 1                                                                      | 6                                                                      | 2                                                                      | 5                                                                      | 6                                                                      | 1                                                                      | 3                                                                      | 6                                                                      | 1                                                                      | 1                                                                      | 5                                                                      | 6                                                                      | 1                                                                      | 1                                                                      | : 11x Platine : 7x Platine : 2x Platine : 2x Platine : Platine : 5x Platine | 20 000 000       |
| Butterfly - Label : Columbia                              | 1                                                                      | 1                                                                      | 2                                                                      | 6                                                                      | 6                                                                      | 5                                                                      | 5                                                                      | 3                                                                      | 2                                                                      | 6                                                                      | 1                                                                      | 7                                                                      | 5                                                                      | 4                                                                      | 1                                                                      | 4                                                                      | : 5x Platine : 2x Platine : 2x Platine : 2x Or : 2x Platine                 | 10 000 000       |
| Rainbow - Label : Columbia                                | 2                                                                      | 2                                                                      | 8                                                                      | N/D                                                                    | 1                                                                      | 7                                                                      | 12                                                                     | 2                                                                      | 5                                                                      | 14                                                                     | 4                                                                      | 3                                                                      | 4                                                                      | 15                                                                     | 4                                                                      | 11                                                                     | : 3x Platine : 2x Platine : Or : Platine : Platine : Or                     | 8 000 000        |
| Glitter - Label : Island                                  | 7                                                                      | 4                                                                      | 10                                                                     | 28                                                                     | 5                                                                      | 3                                                                      | 5                                                                      | 10                                                                     | 11                                                                     | 10                                                                     | 12                                                                     | 7                                                                      | 14                                                                     | 30                                                                     | 13                                                                     | 11                                                                     | : Platine : Or                                                              | 2 000 000        |
| Charmbracelet - Label : Island                            | 3                                                                      | 30                                                                     | 52                                                                     | -                                                                      | 12                                                                     | 24                                                                     | 22                                                                     | 9                                                                      | 28                                                                     | 48                                                                     | 30                                                                     | 32                                                                     | 34                                                                     | 50                                                                     | 42                                                                     | -                                                                      | : Platine : Or : Or : Or                                                    | 3 000 000        |
| The Emancipation of Mimi - Label : Island                 | 1                                                                      | 2                                                                      | 7                                                                      | 18                                                                     | 4                                                                      | 15                                                                     | 15                                                                     | 9                                                                      | 26                                                                     | 31                                                                     | 8                                                                      | 14                                                                     | 19                                                                     | 32                                                                     | 6                                                                      | 12                                                                     | : 7x Platine : 3x Platine : 2x Platine : Or : Or : Platine                  | 10 000 000       |
| E=MC² - Label : Island                                    | 1                                                                      | 1                                                                      | 3                                                                      | 7                                                                      | 6                                                                      | 16                                                                     | 9                                                                      | 5                                                                      | 25                                                                     | 17                                                                     | 11                                                                     | 7                                                                      | 8                                                                      | 22                                                                     | 2                                                                      | 10                                                                     | : Platine : Platine : Or : Or                                               | 2 500 000        |
| Memoirs of an Imperfect Angel - Label : Island            | 3                                                                      | 5                                                                      | 23                                                                     | 80                                                                     | 10                                                                     | 23                                                                     | 17                                                                     | 18                                                                     | 24                                                                     | 44                                                                     | 26                                                                     | 27                                                                     | 39                                                                     | 44                                                                     | 6                                                                      | 25                                                                     | : Platine : Argent                                                          | 2 000 000        |
| Me. I Am Mariah... The Elusive Chanteuse - Label : Island | 3                                                                      | 8                                                                      | 14                                                                     | 19                                                                     | 26                                                                     | 10                                                                     | 15                                                                     | 16                                                                     | 23                                                                     | 41                                                                     | 14                                                                     | 27                                                                     | 38                                                                     | -                                                                      | 5                                                                      | 11                                                                     |                                                                             | 300 000          |
| Caution - Label : Columbia                                | 5                                                                      | 15                                                                     | 40                                                                     | 63                                                                     | 71                                                                     | 19                                                                     | 35                                                                     | 35                                                                     | 37                                                                     | 38                                                                     | 38                                                                     | 67                                                                     | 54                                                                     | -                                                                      | 15                                                                     | 40                                                                     |                                                                             | 200 000          |
|                                                           | Le sigle « N/D » signifie que les classements ne sont pas disponibles. | Le sigle « N/D » signifie que les classements ne sont pas disponibles. | Le sigle « N/D » signifie que les classements ne sont pas disponibles. | Le sigle « N/D » signifie que les classements ne sont pas disponibles. | Le sigle « N/D » signifie que les classements ne sont pas disponibles. | Le sigle « N/D » signifie que les classements ne sont pas disponibles. | Le sigle « N/D » signifie que les classements ne sont pas disponibles. | Le sigle « N/D » signifie que les classements ne sont pas disponibles. | Le sigle « N/D » signifie que les classements ne sont pas disponibles. | Le sigle « N/D » signifie que les classements ne sont pas disponibles. | Le sigle « N/D » signifie que les classements ne sont pas disponibles. | Le sigle « N/D » signifie que les classements ne sont pas disponibles. | Le sigle « N/D » signifie que les classements ne sont pas disponibles. | Le sigle « N/D » signifie que les classements ne sont pas disponibles. | Le sigle « N/D » signifie que les classements ne sont pas disponibles. | Le sigle « N/D » signifie que les classements ne sont pas disponibles. | Total :                                                                     | 109 000 000      |

### Albums de Noël
| Album                                   | Classements | Classements | Classements | Classements | Classements | Classements | Classements | Classements | Classements | Classements | Classements | Classements | Classements | Classements | Classements | Classements | Certifications                                        | Ventes mondiales |
| Album                                   | É-U         | CAN         | R-U         | IRL         | FRA         | ESP         | ITA         | SUI         | BE/W        | BE/F        | P-B         | ALL         | AUT         | SUE         | AUS         | N-Z         | Certifications                                        | Ventes mondiales |
| --------------------------------------- | ----------- | ----------- | ----------- | ----------- | ----------- | ----------- | ----------- | ----------- | ----------- | ----------- | ----------- | ----------- | ----------- | ----------- | ----------- | ----------- | ----------------------------------------------------- | ---------------- |
| Merry Christmas - Label : Columbia      | 3           | 4           | 32          | 29          | 44          | 26          | 3           | 4           | 23          | 14          | 2           | 15          | 4           | 2           | 2           | 10          | : 8x Platine : 3x Platine : Platine : Or : 6x Platine | 15 000 000       |
| Merry Christmas II You - Label : Island | 4           | 14          | -           | -           | 82          | 56          | 41          | -           | 85          | 87          | 52          | 77          | 45          | 40          | 27          | -           | : Or                                                  |                  |

### Album Live
| Album                            | Classements                                                            | Classements | Classements | Classements | Classements | Classements | Classements | Classements | Classements | Classements | Classements | Classements | Classements | Classements | Classements | Classements | Certifications                                   | Ventes mondiales |
| Album                            | É-U                                                                    | CAN         | R-U         | IRL         | FRA         | ESP         | ITA         | SUI         | BE/W        | BE/F        | P-B         | ALL         | AUT         | SUE         | AUS         | N-Z         | Certifications                                   | Ventes mondiales |
| -------------------------------- | ---------------------------------------------------------------------- | ----------- | ----------- | ----------- | ----------- | ----------- | ----------- | ----------- | ----------- | ----------- | ----------- | ----------- | ----------- | ----------- | ----------- | ----------- | ------------------------------------------------ | ---------------- |
| MTV Unplugged - Label : Columbia | 3                                                                      | 6           | 3           | N/D         | 22          | -           | -           | 19          | N/D         | N/D         | 1           | 30          | 21          | 36          | 7           | 1           | : 4x Platine : Platine : Or : 2x Or : 2x Platine | 7 000 000        |
|                                  | Le sigle « N/D » signifie que les classements ne sont pas disponibles. |             |             |             |             |             |             |             |             |             |             |             |             |             |             |             |                                                  |                  |

### Compilations
| Album                                   | Classements | Classements | Classements | Classements | Classements | Classements | Classements | Classements | Classements | Classements | Classements | Classements | Classements | Classements | Classements | Classements | Certifications                                                        | Ventes mondiales |
| Album                                   | É-U         | CAN         | R-U         | IRL         | FRA         | ESP         | ITA         | SUI         | BE/W        | BE/F        | P-B         | ALL         | AUT         | SUE         | AUS         | N-Z         | Certifications                                                        | Ventes mondiales |
| --------------------------------------- | ----------- | ----------- | ----------- | ----------- | ----------- | ----------- | ----------- | ----------- | ----------- | ----------- | ----------- | ----------- | ----------- | ----------- | ----------- | ----------- | --------------------------------------------------------------------- | ---------------- |
| #1's - Label : Columbia                 | 4           | 6           | 10          | 10          | 2           | 5           | 5           | 3           | 6           | 11          | 15          | 10          | 6           | 8           | 6           | 13          | : 6x Platine : 3x Platine : 2x Platine : 2x Platine : Or : 2x Platine | 15 000 000       |
| Greatest Hits - Label : Columbia        | 52          | -           | 7           | 34          | 3           | -           | 25          | 17          | 31          | 45          | 37          | 36          | 40          | 28          | 47          | 11          | : 2x Platine : 2x Platine : Or : 32x Platine                          | 5 000 000        |
| The Ballads - Label : Columbia          | 10          | -           | 13          | 8           | 39          | -           | 56          | -           | -           | -           | 5           | -           | -           | 22          | 19          | -           | : Or                                                                  |                  |
| Number 1 to Infinity - Label : Columbia | 29          | -           | 8           | 52          | 132         | 21          | 29          | 49          | 56          | 57          | 44          | -           | -           | -           | 18          | 25          | : Or                                                                  |                  |
| The Rarities - Label : Columbia         | 31          | 80          | 44          | -           | 70          | 12          | 50          | 29          | 32          | 53          | 47          | 65          | -           | -           | 16          | -           |                                                                       |                  |

#### Compilations de remixes
| Album                          | Classements | Classements | Classements | Classements | Classements | Classements | Classements | Classements | Classements | Classements | Classements | Classements | Classements | Classements | Classements | Classements | Certifications | Ventes mondiales |
| Album                          | É-U         | CAN         | R-U         | IRL         | FRA         | ESP         | ITA         | SUI         | BE/W        | BE/F        | P-B         | ALL         | AUT         | SUE         | AUS         | N-Z         | Certifications | Ventes mondiales |
| ------------------------------ | ----------- | ----------- | ----------- | ----------- | ----------- | ----------- | ----------- | ----------- | ----------- | ----------- | ----------- | ----------- | ----------- | ----------- | ----------- | ----------- | -------------- | ---------------- |
| The Remixes - Label : Columbia | 26          | -           | 35          | -           | 60          | -           | 72          | 69          | -           | -           | 99          | -           | -           | -           | -           | 36          |                |                  |

## Singles

### Années 1990
| Année | Single                                        | Classements | Classements                     | Classements                                        | Classements                                        | Classements                                        | Classements                                        | Classements                                        | Classements                                        | Classements                                        | Classements                                        | Classements                                        | Classements                                        | Classements                                        | Classements                                        | Classements                     | Classements                     | Album           |
| Année | Single                                        | É-U | CAN                             | R-U                                                | IRL                                                | FRA                                                | ESP                                                | ITA                                                | SUI                                                | BE/W                                               | BE/F                                               | P-B                                                | ALL                                                | AUT                                                | SUE                                                | AUS                             | N-Z                             | Album           |
| ----- | --------------------------------------------- | --- | ------------------------------- | -------------------------------------------------- | -------------------------------------------------- | -------------------------------------------------- | -------------------------------------------------- | -------------------------------------------------- | -------------------------------------------------- | -------------------------------------------------- | -------------------------------------------------- | -------------------------------------------------- | -------------------------------------------------- | -------------------------------------------------- | -------------------------------------------------- | ------------------------------- | ------------------------------- | --------------- |
| 1990  | Vision of Love                                | 1 | 1                               | 9                                                  | 10                                                 | 25                                                 | -                                                  | -                                                  | 24                                                 | N/D                                                | 14                                                 | 8                                                  | 17                                                 | -                                                  | 17                                                 | 9                               | 1                               | Mariah Carey    |
| 1990  | Love Takes Time                               | 1 | 2                               | 37                                                 | -                                                  | -                                                  | -                                                  | -                                                  | -                                                  | N/D                                                | 38                                                 | 24                                                 | 57                                                 | -                                                  | -                                                  | 14                              | 9                               | Mariah Carey    |
| 1991  | Someday                                       | 1 | 1                               | 38                                                 | -                                                  | 38                                                 | -                                                  | -                                                  | -                                                  | N/D                                                | 44                                                 | 21                                                 | -                                                  | -                                                  | -                                                  | 44                              | 14                              | Mariah Carey    |
| 1991  | I Don't Wanna Cry                             | 1 | 7                               | Sorti uniquement en Amérique du Nord et en Océanie | Sorti uniquement en Amérique du Nord et en Océanie | Sorti uniquement en Amérique du Nord et en Océanie | Sorti uniquement en Amérique du Nord et en Océanie | Sorti uniquement en Amérique du Nord et en Océanie | Sorti uniquement en Amérique du Nord et en Océanie | Sorti uniquement en Amérique du Nord et en Océanie | Sorti uniquement en Amérique du Nord et en Océanie | Sorti uniquement en Amérique du Nord et en Océanie | Sorti uniquement en Amérique du Nord et en Océanie | Sorti uniquement en Amérique du Nord et en Océanie | Sorti uniquement en Amérique du Nord et en Océanie | 49                              | 13                              | Mariah Carey    |
| 1991  | There's Got to Be a Way                       | X | X                               | 54                                                 | -                                                  | Sorti uniquement au Royaume-Uni                    | Sorti uniquement au Royaume-Uni                    | Sorti uniquement au Royaume-Uni                    | Sorti uniquement au Royaume-Uni                    | Sorti uniquement au Royaume-Uni                    | Sorti uniquement au Royaume-Uni                    | Sorti uniquement au Royaume-Uni                    | Sorti uniquement au Royaume-Uni                    | Sorti uniquement au Royaume-Uni                    | Sorti uniquement au Royaume-Uni                    | Sorti uniquement au Royaume-Uni | Sorti uniquement au Royaume-Uni | Mariah Carey    |
| 1991  | Emotions                                      | 1 | 3                               | 17                                                 | 27                                                 | -                                                  | -                                                  | -                                                  | -                                                  | N/D                                                | 49                                                 | 12                                                 | 39                                                 | -                                                  | 30                                                 | 11                              | 3                               | Emotions        |
| 1991  | Can't Let Go                                  | 2 | 7                               | 20                                                 | -                                                  | -                                                  | -                                                  | -                                                  | -                                                  | N/D                                                | -                                                  | 77                                                 | -                                                  | -                                                  | -                                                  | 63                              | 21                              | Emotions        |
| 1992  | Make It Happen                                | 5 | 6                               | 17                                                 | -                                                  | -                                                  | -                                                  | -                                                  | -                                                  | N/D                                                | -                                                  | 59                                                 | 74                                                 | -                                                  | -                                                  | 35                              | -                               | Emotions        |
| 1992  | I'll Be There (avec Trey Lorenz)              | 1 | 1                               | 2                                                  | 3                                                  | 16                                                 | -                                                  | -                                                  | 20                                                 | N/D                                                | 4                                                  | 1                                                  | 33                                                 | -                                                  | 26                                                 | 9                               | 1                               | MTV Unplugged   |
| 1992  | If It's Over                                  | - | -                               | -                                                  | -                                                  | -                                                  | -                                                  | -                                                  | -                                                  | N/D                                                | -                                                  | 80                                                 | -                                                  | -                                                  | -                                                  | -                               | -                               | MTV Unplugged   |
| 1993  | Dreamlover                                    | 1 | 1                               | 9                                                  | 24                                                 | 49                                                 | -                                                  | -                                                  | 13                                                 | N/D                                                | 20                                                 | 9                                                  | 39                                                 | -                                                  | 31                                                 | 7                               | 2                               | Music Box       |
| 1993  | Hero                                          | 1 | 10                              | 7                                                  | 5                                                  | 5                                                  | -                                                  | -                                                  | -                                                  | N/D                                                | 45                                                 | 13                                                 | 41                                                 | -                                                  | 27                                                 | 7                               | 2                               | Music Box       |
| 1994  | Without You                                   | 3 | 2                               | 1                                                  | 1                                                  | 2                                                  | -                                                  | -                                                  | 1                                                  | N/D                                                | 1                                                  | 1                                                  | 1                                                  | 1                                                  | 1                                                  | 3                               | 1                               | Music Box       |
| 1994  | Never Forget You                              | 3 | Sorti uniquement aux Etats-Unis | Sorti uniquement aux Etats-Unis                    | Sorti uniquement aux Etats-Unis                    | Sorti uniquement aux Etats-Unis                    | Sorti uniquement aux Etats-Unis                    | Sorti uniquement aux Etats-Unis                    | Sorti uniquement aux Etats-Unis                    | Sorti uniquement aux Etats-Unis                    | Sorti uniquement aux Etats-Unis                    | Sorti uniquement aux Etats-Unis                    | Sorti uniquement aux Etats-Unis                    | Sorti uniquement aux Etats-Unis                    | Sorti uniquement aux Etats-Unis                    | Sorti uniquement aux Etats-Unis | Sorti uniquement aux Etats-Unis | Music Box       |
| 1994  | Anytime You Need a Friend                     | 12 | 5                               | 8                                                  | 16                                                 | 12                                                 | -                                                  | -                                                  | 15                                                 | N/D                                                | 13                                                 | 11                                                 | 41                                                 | 25                                                 | -                                                  | 12                              | 5                               | Music Box       |
| 1994  | Endless Love (avec Luther Vandross)           | 2 | 14                              | 3                                                  | 4                                                  | 12                                                 | -                                                  | 8                                                  | 6                                                  | N/D                                                | 2                                                  | 6                                                  | 14                                                 | 13                                                 | 10                                                 | 2                               | 1                               | Songs           |
| 1994  | All I Want for Christmas Is You               | 1 | 1                               | 1                                                  | 2                                                  | 1                                                  | 3                                                  | 1                                                  | 1                                                  | 1                                                  | 1                                                  | 1                                                  | 1                                                  | 1                                                  | 1                                                  | 1                               | 1                               | Merry Christmas |
| 1994  | Joy To The World                              | Sorti uniquement en Océanie | Sorti uniquement en Océanie     | Sorti uniquement en Océanie                        | Sorti uniquement en Océanie                        | Sorti uniquement en Océanie                        | Sorti uniquement en Océanie                        | Sorti uniquement en Océanie                        | Sorti uniquement en Océanie                        | Sorti uniquement en Océanie                        | Sorti uniquement en Océanie                        | Sorti uniquement en Océanie                        | Sorti uniquement en Océanie                        | Sorti uniquement en Océanie                        | Sorti uniquement en Océanie                        | 33                              | -                               | Merry Christmas |
| 1995  | Fantasy                                       | 1 | 1                               | 4                                                  | 10                                                 | 5                                                  | -                                                  | 9                                                  | 10                                                 | 3                                                  | 9                                                  | 10                                                 | 17                                                 | 13                                                 | 13                                                 | 1                               | 1                               | Daydream        |
| 1995  | One Sweet Day (avec Boyz II Men)              | 1 | 2                               | 6                                                  | 4                                                  | 5                                                  | -                                                  | 23                                                 | 12                                                 | 8                                                  | 8                                                  | 2                                                  | 25                                                 | 25                                                 | 7                                                  | 2                               | 1                               | Daydream        |
| 1995  | Open Arms                                     | X | X                               | 4                                                  | 7                                                  | 29                                                 | -                                                  | -                                                  | 30                                                 | 29                                                 | -                                                  | 15                                                 | 65                                                 | -                                                  | 54                                                 | 27                              | 8                               | Daydream        |
| 1996  | Always Be My Baby                             | 1 | 2                               | 3                                                  | 10                                                 | -                                                  | -                                                  | -                                                  | -                                                  | -                                                  | -                                                  | 27                                                 | 76                                                 | -                                                  | 38                                                 | 17                              | 5                               | Daydream        |
| 1996  | Forever                                       | X | 35                              | -                                                  | -                                                  | -                                                  | -                                                  | -                                                  | -                                                  | -                                                  | -                                                  | 47                                                 | -                                                  | -                                                  | -                                                  | 77                              | 40                              | Daydream        |
| 1997  | Honey                                         | 1 | 2                               | 3                                                  | 19                                                 | 39                                                 | 4                                                  | 10                                                 | 23                                                 | 29                                                 | 30                                                 | 15                                                 | 38                                                 | 39                                                 | 8                                                  | 8                               | 3                               | Butterfly       |
| 1997  | Butterfly                                     | - | -                               | 22                                                 | -                                                  | 43                                                 | -                                                  | -                                                  | -                                                  | -                                                  | -                                                  | 52                                                 | 76                                                 | -                                                  | 24                                                 | 27                              | 15                              | Butterfly       |
| 1998  | The Roof                                      | - | -                               | 87                                                 | -                                                  | -                                                  | -                                                  | -                                                  | -                                                  | -                                                  | -                                                  | 63                                                 | -                                                  | -                                                  | -                                                  | -                               | -                               | Butterfly       |
| 1998  | Breakdown (avec Bone Thugs-N-Harmony)         | Sorti uniquement en Océanie | Sorti uniquement en Océanie     | Sorti uniquement en Océanie                        | Sorti uniquement en Océanie                        | Sorti uniquement en Océanie                        | Sorti uniquement en Océanie                        | Sorti uniquement en Océanie                        | Sorti uniquement en Océanie                        | Sorti uniquement en Océanie                        | Sorti uniquement en Océanie                        | Sorti uniquement en Océanie                        | Sorti uniquement en Océanie                        | Sorti uniquement en Océanie                        | Sorti uniquement en Océanie                        | 38                              | 4                               | Butterfly       |
| 1998  | My All                                        | 1 | 12                              | 4                                                  | 21                                                 | 6                                                  | 9                                                  | -                                                  | 7                                                  | 9                                                  | 38                                                 | 32                                                 | 30                                                 | 31                                                 | 14                                                 | 39                              | 21                              | Butterfly       |
| 1998  | Sweetheart (avec Jermaine Dupri)              | - | -                               | -                                                  | -                                                  | -                                                  | -                                                  | -                                                  | 18                                                 | -                                                  | -                                                  | 22                                                 | 15                                                 | -                                                  | 44                                                 | -                               | -                               | Life in 1472    |
| 1998  | When You Believe (avec Whitney Houston)       | 15 | 26                              | 4                                                  | 7                                                  | 5                                                  | 2                                                  | 4                                                  | 2                                                  | 4                                                  | 5                                                  | 4                                                  | 8                                                  | 6                                                  | 2                                                  | 13                              | 8                               | Number 1's      |
| 1999  | I Still Believe                               | 4 | 9                               | 16                                                 | -                                                  | 33                                                 | 7                                                  | -                                                  | 31                                                 | 25                                                 | 48                                                 | 51                                                 | 58                                                 | -                                                  | -                                                  | -                               | 24                              | Number 1's      |
| 1999  | Heartbreaker (avec Jay-Z)                     | 1 | 1                               | 5                                                  | 19                                                 | 4                                                  | 2                                                  | 10                                                 | 7                                                  | 9                                                  | 27                                                 | 7                                                  | 9                                                  | 17                                                 | 18                                                 | 10                              | 1                               | Rainbow         |
| 1999  | Thank God I Found You (avec Joe & 98 Degrees) | 1 | 2                               | 10                                                 | 31                                                 | 28                                                 | 6                                                  | 23                                                 | 17                                                 | 23                                                 | 36                                                 | 23                                                 | 28                                                 | -                                                  | 43                                                 | 27                              | 34                              | Rainbow         |
|       |                                               | Le sigle « N/D » signifie que les classements ne sont pas disponibles. Le sigle « X » signifie que le titre n'est pas sorti en single dans ce pays. |                                 |                                                    |                                                    |                                                    |                                                    |                                                    |                                                    |                                                    |                                                    |                                                    |                                                    |                                                    |                                                    |                                 |                                 |                 |

### Années 2000
| Année | Single                                               | Classements                                                                  | Classements                     | Classements                     | Classements                     | Classements                     | Classements                     | Classements                     | Classements                     | Classements                     | Classements                     | Classements                     | Classements                     | Classements                     | Classements                     | Classements                     | Classements                     | Album                         |
| Année | Single                                               | É-U                                                                          | CAN                             | R-U                             | IRL                             | FRA                             | ESP                             | ITA                             | SUI                             | BE/W                            | BE/F                            | P-B                             | ALL                             | AUT                             | SUE                             | AUS                             | N-Z                             | Album                         |
| ----- | ---------------------------------------------------- | ---------------------------------------------------------------------------- | ------------------------------- | ------------------------------- | ------------------------------- | ------------------------------- | ------------------------------- | ------------------------------- | ------------------------------- | ------------------------------- | ------------------------------- | ------------------------------- | ------------------------------- | ------------------------------- | ------------------------------- | ------------------------------- | ------------------------------- | ----------------------------- |
| 2000  | Crybaby (avec Snoop Dogg)                            | 28                                                                           | 4                               | -                               | -                               | -                               | -                               | -                               | -                               | -                               | -                               | -                               | -                               | -                               | -                               | -                               | -                               | Rainbow                       |
| 2000  | Can't Take That Away (Mariah's Theme)                | 28                                                                           | 4                               | -                               | -                               | -                               | -                               | 45                              | -                               | 40                              | -                               | 65                              | -                               | -                               | -                               | -                               | -                               | Rainbow                       |
| 2000  | Against All Odds (avec Westlife)                     | 1                                                                            | 1                               | 18                              | -                               | 17                              | 20                              | 15                              | 26                              | 20                              | 29                              | -                               | -                               | -                               | -                               | 52                              | -                               | Rainbow                       |
| 2001  | Loverboy (avec Cameo)                                | 2                                                                            | 3                               | 12                              | 50                              | 54                              | -                               | 13                              | 66                              | 34                              | 49                              | 34                              | 57                              | 65                              | 44                              | 36                              | -                               | Glitter                       |
| 2001  | Never Too Far                                        | -                                                                            | -                               | 32                              | -                               | -                               | 16                              | 22                              | 65                              | -                               | -                               | 67                              | 97                              | -                               | 56                              | 36                              | -                               | Glitter                       |
| 2001  | Don't Stop (Funkin' 4 Jamaica)                       | -                                                                            | -                               | 32                              | -                               | -                               | 16                              | 22                              | 65                              | -                               | -                               | 67                              | -                               | -                               | -                               | 36                              | -                               | Glitter                       |
| 2001  | Reflections (Care Enough)                            | Sorti uniquement au Japon                                                    | Sorti uniquement au Japon       | Sorti uniquement au Japon       | Sorti uniquement au Japon       | Sorti uniquement au Japon       | Sorti uniquement au Japon       | Sorti uniquement au Japon       | Sorti uniquement au Japon       | Sorti uniquement au Japon       | Sorti uniquement au Japon       | Sorti uniquement au Japon       | Sorti uniquement au Japon       | Sorti uniquement au Japon       | Sorti uniquement au Japon       | Sorti uniquement au Japon       | Sorti uniquement au Japon       | Glitter                       |
| 2001  | Never Too Far/Hero Medley                            | 81                                                                           | Sorti uniquement aux Etats-Unis | Sorti uniquement aux Etats-Unis | Sorti uniquement aux Etats-Unis | Sorti uniquement aux Etats-Unis | Sorti uniquement aux Etats-Unis | Sorti uniquement aux Etats-Unis | Sorti uniquement aux Etats-Unis | Sorti uniquement aux Etats-Unis | Sorti uniquement aux Etats-Unis | Sorti uniquement aux Etats-Unis | Sorti uniquement aux Etats-Unis | Sorti uniquement aux Etats-Unis | Sorti uniquement aux Etats-Unis | Sorti uniquement aux Etats-Unis | Sorti uniquement aux Etats-Unis | Greatest Hits                 |
| 2002  | Through the Rain                                     | 81                                                                           | 5                               | 8                               | 16                              | 22                              | 1                               | 7                               | 7                               | 29                              | 44                              | 9                               | 36                              | 45                              | 7                               | 15                              | 37                              | Charmbracelet                 |
| 2002  | Boy (I Need You) (avec Cam'Ron)                      | -                                                                            | -                               | 17                              | 40                              | 51                              | 19                              | -                               | 78                              | -                               | -                               | 35                              | 73                              | -                               | -                               | -                               | 45                              | Charmbracelet                 |
| 2003  | I Know What You Want (avec Busta Rhymes)             | 3                                                                            | 5                               | 3                               | 4                               | 25                              | -                               | 4                               | 5                               | 11                              | 8                               | 4                               | 9                               | 40                              | 11                              | 3                               | 7                               | It Ain't Safe No More         |
| 2003  | Bringin' On the Heartbreak                           | -                                                                            | -                               | -                               | -                               | -                               | -                               | -                               | 28                              | 40                              | -                               | -                               | 55                              | -                               | -                               | -                               | -                               | Charmbracelet                 |
| 2004  | U Make Me Wanna (avec Jadakiss)                      | 21                                                                           | -                               | -                               | -                               | 55                              | -                               | -                               | -                               | -                               | -                               | -                               | -                               | -                               | -                               | -                               | -                               | Kiss of Death                 |
| 2005  | It's Like That                                       | 16                                                                           | 38                              | 4                               | 11                              | 16                              | -                               | 7                               | 10                              | 32                              | 29                              | 13                              | 14                              | 33                              | 47                              | 9                               | 21                              | The Emancipation of Mimi      |
| 2005  | We Belong Together                                   | 1                                                                            | 34                              | 2                               | 3                               | 12                              | 3                               | 25                              | 4                               | 24                              | 12                              | 3                               | 11                              | 31                              | 11                              | 1                               | 2                               | The Emancipation of Mimi      |
| 2005  | Shake It Off                                         | 2                                                                            | -                               | 9                               | 15                              | -                               | -                               | -                               | -                               | -                               | -                               | -                               | -                               | -                               | -                               | 6                               | 5                               | The Emancipation of Mimi      |
| 2005  | Get Your Number (avec Jermaine Dupri)                | X                                                                            | X                               | 9                               | 15                              | -                               | -                               | 22                              | 14                              | 18                              | 25                              | 10                              | 27                              | 41                              | 49                              | 19                              | 34                              | The Emancipation of Mimi      |
| 2005  | Don't Forget About Us                                | 1                                                                            | -                               | 11                              | 25                              | -                               | -                               | 11                              | 19                              | -                               | -                               | 27                              | 41                              | 61                              | -                               | 12                              | 12                              | The Emancipation of Mimi      |
| 2006  | Say Somethin' (avec Snoop Dogg)                      | 79                                                                           | -                               | 27                              | 23                              | -                               | -                               | 32                              | 55                              | -                               | -                               | -                               | 63                              | -                               | -                               | 26                              | -                               | The Emancipation of Mimi      |
| 2007  | Lil' L.O.V.E. (avec Bone Thugs-n-Harmony et Bow Wow) | -                                                                            | -                               | -                               | -                               | -                               | -                               | -                               | -                               | -                               | -                               | -                               | -                               | -                               | -                               | -                               | 6                               | Strength & Loyalty            |
| 2008  | Touch My Body                                        | 1                                                                            | 2                               | 5                               | 13                              | 16                              | -                               | 5                               | 3                               | 33                              | 14                              | 20                              | 7                               | 10                              | 14                              | 17                              | 3                               | E=mc2                         |
| 2008  | Bye Bye                                              | 19                                                                           | 34                              | 30                              | 40                              | -                               | -                               | -                               | -                               | -                               | -                               | -                               | 70                              | -                               | -                               | -                               | 7                               | E=mc2                         |
| 2008  | I'll Be Lovin' U Long Time                           | 58                                                                           | 69                              | 84                              | -                               | -                               | -                               | -                               | -                               | -                               | -                               | -                               | -                               | -                               | -                               | -                               | -                               | E=mc2                         |
| 2008  | I Stay in Love                                       | -                                                                            | -                               | 95                              | -                               | -                               | -                               | -                               | -                               | -                               | -                               | -                               | -                               | -                               | -                               | -                               | -                               | E=mc2                         |
| 2008  | Right To Dream                                       | -                                                                            | -                               | -                               | -                               | -                               | -                               | -                               | -                               | -                               | -                               | -                               | -                               | -                               | -                               | -                               | -                               | Tennesse                      |
| 2009  | My Love (avec The-Dream)                             | 82                                                                           | -                               | -                               | -                               | -                               | -                               | -                               | -                               | -                               | -                               | -                               | -                               | -                               | -                               | -                               | -                               | Love vs. Money                |
| 2009  | Obsessed                                             | 7                                                                            | 10                              | 52                              | -                               | 8                               | -                               | 6                               | 61                              | 20                              | -                               | 61                              | -                               | -                               | -                               | 13                              | 21                              | Memoirs of an Imperfect Angel |
| 2009  | I Want to Know What Love Is                          | 60                                                                           | 57                              | 19                              | 41                              | 6                               | 41                              | -                               | 25                              | -                               | -                               | -                               | 37                              | 40                              | 20                              | 45                              | -                               | Memoirs of an Imperfect Angel |
| 2009  | H.A.T.E.U.                                           | -                                                                            | Sorti uniquement aux Etats-Unis | Sorti uniquement aux Etats-Unis | Sorti uniquement aux Etats-Unis | Sorti uniquement aux Etats-Unis | Sorti uniquement aux Etats-Unis | Sorti uniquement aux Etats-Unis | Sorti uniquement aux Etats-Unis | Sorti uniquement aux Etats-Unis | Sorti uniquement aux Etats-Unis | Sorti uniquement aux Etats-Unis | Sorti uniquement aux Etats-Unis | Sorti uniquement aux Etats-Unis | Sorti uniquement aux Etats-Unis | Sorti uniquement aux Etats-Unis | Sorti uniquement aux Etats-Unis | Memoirs of an Imperfect Angel |
|       |                                                      | Le sigle « X » signifie que le titre n'est pas sorti en single dans ce pays. |                                 |                                 |                                 |                                 |                                 |                                 |                                 |                                 |                                 |                                 |                                 |                                 |                                 |                                 |                                 |                               |

### Années 2010
| Année | Single                                                               | Classements | Classements | Classements | Classements | Classements | Classements | Classements | Classements | Classements | Classements | Classements | Classements | Classements | Classements | Classements | Classements | Album                                    |
| Année | Single                                                               | É-U         | CAN         | R-U         | IRL         | FRA         | ESP         | ITA         | SUI         | BE/W        | BE/F        | P-B         | ALL         | AUT         | SUE         | AUS         | N-Z         | Album                                    |
| ----- | -------------------------------------------------------------------- | ----------- | ----------- | ----------- | ----------- | ----------- | ----------- | ----------- | ----------- | ----------- | ----------- | ----------- | ----------- | ----------- | ----------- | ----------- | ----------- | ---------------------------------------- |
| 2010  | Up Out My Face (avec Nicki Minaj)                                    | 100         | -           | -           | -           | -           | -           | -           | -           | -           | -           | -           | -           | -           | -           | -           | -           | Memoirs of an Imperfect Angel            |
| 2010  | Angels Cry (avec Ne-Yo)                                              | -           | -           | 81          | -           | -           | -           | -           | -           | -           | -           | -           | -           | -           | -           | -           | -           | Memoirs of an Imperfect Angel            |
| 2010  | Oh Santa !                                                           | 100         | 73          | -           | -           | -           | -           | -           | -           | -           | -           | -           | -           | -           | -           | -           | -           | Merry Christmas II You                   |
| 2011  | When Christmas Comes (avec John Legend)                              | -           | -           | -           | -           | -           | -           | -           | -           | -           | -           | -           | -           | -           | -           | -           | -           | Merry Christmas II You                   |
| 2011  | All I Want for Christmas Is You (Superfestive!) (avec Justin Bieber) | 86          | 61          | -           | -           | -           | 34          | -           | -           | -           | -           | -           | -           | -           | -           | -           | -           | Under the Mistletoe                      |
| 2012  | Triumphant (Get 'Em) (avec Rick Ross and Meek Mill)                  | -           | -           | -           | -           | 135         | 36          | -           | -           | -           | -           | -           | -           | -           | -           | -           | -           |                                          |
| 2013  | Almost Home                                                          | -           | -           | -           | -           | 185         | 41          | -           | -           | -           | -           | -           | -           | -           | -           | -           | -           | Le Monde fantastique d'Oz                |
| 2013  | #Beautiful (avec Miguel)                                             | 15          | 27          | 22          | 86          | 41          | 22          | -           | -           | -           | -           | 68          | -           | -           | -           | 6           | 10          | Me. I Am Mariah... The Elusive Chanteuse |
| 2013  | The Art of Letting Go                                                | -           | -           | 90          | 96          | 84          | 29          | -           | -           | -           | -           | -           | -           | -           | -           | -           | -           | Me. I Am Mariah... The Elusive Chanteuse |
| 2014  | You're Mine (Eternal)                                                | 88          | -           | 87          | -           | 96          | 21          | -           | -           | -           | -           | -           | -           | -           | -           | -           | -           | Me. I Am Mariah... The Elusive Chanteuse |
| 2014  | You Don't Know What to Do (avec Wale)                                | -           | -           | -           | -           | -           | -           | -           | -           | -           | -           | -           | -           | -           | -           | -           | -           | Me. I Am Mariah... The Elusive Chanteuse |
| 2015  | Infinity                                                             | 82          | -           | -           | -           | 85          | -           | -           | -           | -           | -           | -           | -           | -           | -           | -           | -           | #1 to Infinity                           |
| 2017  | I Don't                                                              | 89          | 96          | -           | -           | 102         | -           | -           | -           | -           | -           | -           | -           | -           | -           | -           | -           |                                          |
| 2018  | GTFO                                                                 | -           | -           | -           | -           | -           | -           | -           | -           | -           | -           | -           | -           | -           | -           | -           | -           | Caution                                  |
| 2018  | With You                                                             | -           | -           | -           | -           | -           | -           | -           | -           | -           | -           | -           | -           | -           | -           | -           | -           | Caution                                  |
| 2019  | A No No                                                              | -           | -           | -           | -           | -           | -           | -           | -           | -           | -           | -           | -           | -           | -           | -           | -           | Caution                                  |
| 2019  | In the Mix                                                           | -           | -           | -           | -           | -           | -           | -           | -           | -           | -           | -           | -           | -           | -           | -           | -           | Mixed-Ish                                |

### Années 2020
| Année | Single                                                   | Classements | Classements | Classements | Classements | Classements | Classements | Classements | Classements | Classements | Classements | Classements | Classements | Classements | Classements | Classements | Classements | Album                                    |
| Année | Single                                                   | É-U         | CAN         | R-U         | IRL         | FRA         | ESP         | ITA         | SUI         | BE/W        | BE/F        | P-B         | ALL         | AUT         | SUE         | AUS         | N-Z         | Album                                    |
| ----- | -------------------------------------------------------- | ----------- | ----------- | ----------- | ----------- | ----------- | ----------- | ----------- | ----------- | ----------- | ----------- | ----------- | ----------- | ----------- | ----------- | ----------- | ----------- | ---------------------------------------- |
| 2020  | Save The Day                                             | -           | -           | -           | -           | -           | -           | -           | -           | -           | -           | -           | -           | -           | -           | -           | -           | The Rarities                             |
| 2020  | Out Here On My Own                                       | -           | -           | -           | -           | -           | -           | -           | -           | -           | -           | -           | -           | -           | -           | -           | -           | The Rarities                             |
| 2020  | Oh Santa! (avec Ariana Grande et Jennifer Hudson)        | 76          | 73          | 50          | 70          | -           | -           | -           | 90          | -           | -           | -           | 53          | 64          | -           | -           | -           | Mariah Carey's Magical Christmas Special |
| 2021  | Fall in Love at Christmas (avec Khalid et Kirk Franklin) | -           | -           | -           | -           | -           | -           | -           | -           | -           | -           | -           | -           | -           | -           | -           | -           |                                          |
| 2022  | Big Energy (avec Latto et DJ Khaled)                     | 3           | 9           | 21          | 20          | -           | -           | -           | -           | -           | -           | -           | -           | -           | -           | 6           | 12          |                                          |
| 2024  | Yes, and?(remix avec Ariana grande)                      |             |             |             |             |             |             |             |             |             |             |             |             |             |             |             |             |                                          |
| 2025  | Type Dangerous                                           |             |             |             |             |             |             |             |             |             |             |             |             |             |             |             |             |                                          |